# Don Ritchie
Donald Alexander Ritchie, detto Don (Tarves, 6 luglio 1944 – Lossiemouth, 16 giugno 2018), è stato un ultramaratoneta britannico.

## Biografia
Nel corso degli anni ha conquistato varie vittorie e piazzamenti di rilievo in varie ultramaratone, sia in patria che nel resto d'Europa (tra cui spiccano i due successi consecutivi alla 100 km del Passatore nel 1979 e 1980). Nel 1978 con il tempo di 6h10'20" ha stabilito il record del mondo dei 100 km.
Nel 1987 ha vinto la medaglia d'argento nella prima edizione della storia dei Campionati del mondo di 100 km, corsa in concomitanza alla Notte delle Fiandre, con il tempo di 6h40'51".

## Palmarès
| Anno | Manifestazione                 | Sede    | Evento      | Risultato | Prestazione | Note |
| ---- | ------------------------------ | ------- | ----------- | --------- | ----------- | ---- |
| 1987 | Campionati del mondo di 100 km | Torhout | Individuale | Argento   | 6h40'51"    |      |

## Campionati nazionali
1967
- Argento ai campionati scozzesi di maratona - 2h27'48"

1968
- Argento ai campionati scozzesi di maratona - 2h32'25"
- Bronzo ai campionati scozzesi di 10 miglia - 52'19"4

1970
- Argento ai campionati scozzesi di 10 miglia - 50'52"2

1971
- Argento ai campionati scozzesi di 10 miglia - 49'54"0

1988
- Argento ai campionati scozzesi di maratona - 2h30'26"

1990
- Oro ai campionati britannici di 100 km - 6h46'29"

1992
- Oro ai campionati britannici di 100 km - 6h51'54"
- Oro ai campionati scozzesi di 100 km - 7h01'27"

## Altre competizioni internazionali
1972
- 8º alla Maratona di Helsinki ( Helsinki) - 2h33'27"

1973
- 9º alla Maratona di Enschede ( Enschede) - 2h25'37"

1979
- Oro alla 100 km del Passatore ( Firenze-Faenza) - 6h52'53"

1980
- Oro alla 100 km del Passatore ( Firenze-Faenza) - 6h54'14"

1981
- 11º alla Pistoia-Abetone ( Pistoia), 52 km - 4h05'15"

1983
- 90º alla Maratona di Londra ( Londra) - 2h19'34"

1985
- 77º alla Maratona di Londra ( Londra) - 2h21'26"

1987
- Argento alla Notte delle Fiandre ( Torhout), 100 km - 6h40'51"
- 8º alla 100 km del Passatore ( Firenze-Faenza) - 7h47'08"

1988
- 4º alla 100 km del Passatore ( Firenze-Faenza) - 6h56'03"

1991
- 8º alla 100 km del Passatore ( Firenze-Faenza) - 7h13'26"